# Springer spaniel gal·lès
L'springer spaniel gal·lès (en anglès welsh springer spaniel) és una raça de gos membre del grup spaniel.

## Descripció

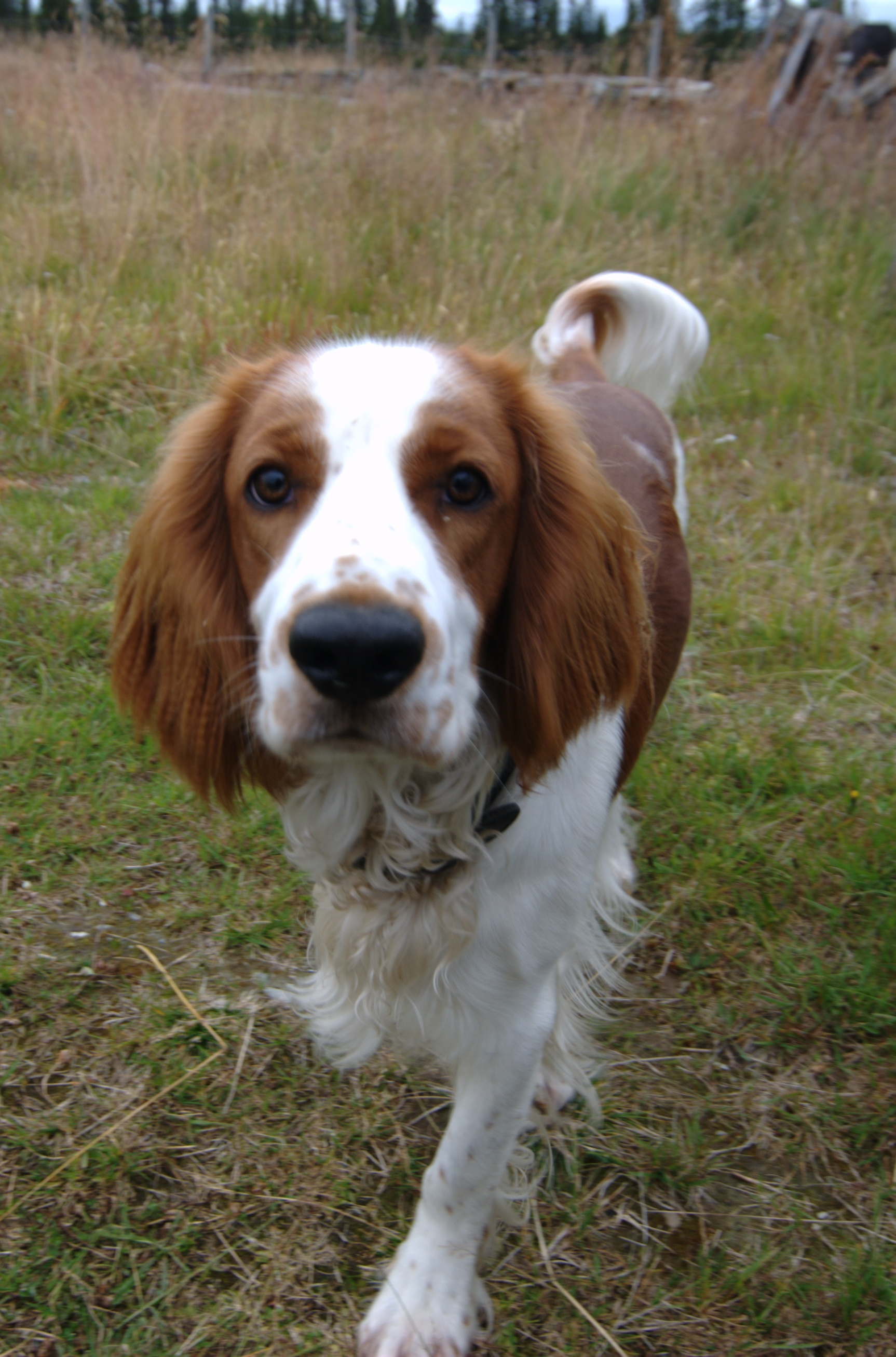
L'springer spaniel gal·lès és afectuós i molt curiós.

La constitució de l'springer spaniel gal·lès hauria de ser gairebé quadrada, volent dir que la longitud del gos hauria de ser una mica més gran que l'alçada a la creu del gos. No obstant això, alguns gossos poden ser quadrats, i ara aquest no és penalitzat en una exposició canina sempre que l'alçada mai sigui més gran que la longitud. En alguns països generalment es talla la cua i les urpes són remogudes.
Els ulls haurien de ser de color marró, sovint alguns gossos tenen els ulls grocs, però no són acceptats en les exposicions canines. Les orelles són pèndols i lleugerament plomades. Les finestres del nas estan ben desenvolupades i són negres o de qualsevol tonalitat de marró; un nas rosa es penalitza severament en l'estàndard de l'American Kennel Club per a exposicions canines, al Regne Unit és un tipus reconegut (i probablement original). Una mossegada com el de tisores és la preferida.
El pelatge és naturalment llis, pla i suau al toc; mai hauria de ser fibrós o ondulat. És impermeable i dona protecció de tota classe d'espines i brossa. La part del darrere de les cames, el pit i la part inferior del cos són plomades, i les orelles i la cua estan plomades lleugerament. L'únic color és un vermell i blanc ric. Qualsevol disseny és acceptable i qualsevol àrea blanca pot ser tacada de vermell.

## Comportament

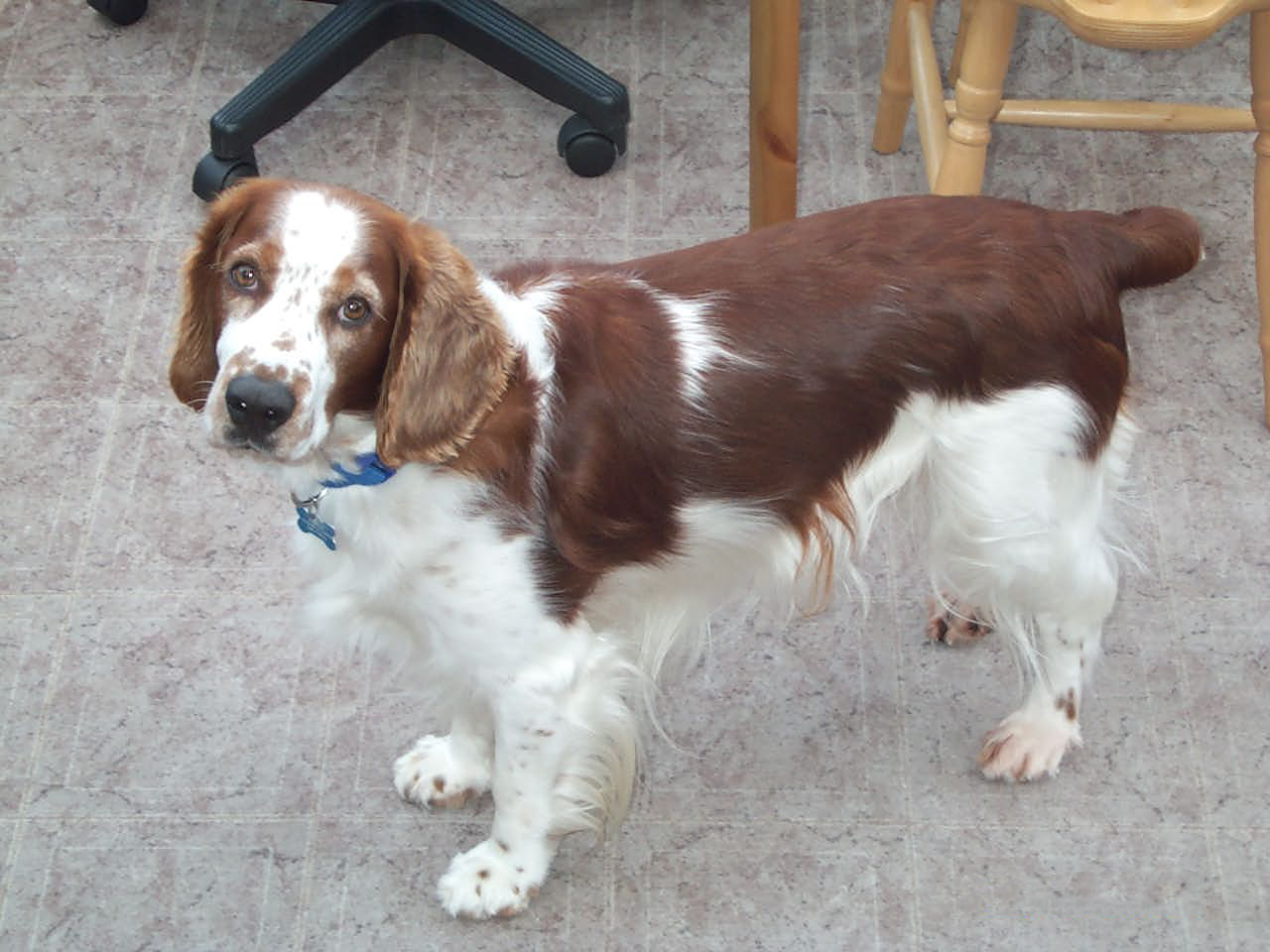
Springer spaniel gal·lès.

L'springer spaniel gal·lès és una raça activa, fidel i afectuosa. Alguns poden ser 'reservats' amb desconeguts, però no hauria de ser esquerp o poc amistós. La raça és coneguda per ser afectuosa amb tots els membres de la família, especialment amb els nens, i per acceptar altres animals domèstics amb una actitud amistosa i murri. Poden ser molt enganxosos amb els seus amos, i per això són coneguts pel malnom de gossos de velcro.
La raça aprèn molt ràpidament, però de vegades és sorda a les ordres, especialment si hi ha alguna cosa més interessant en el medi ambient. Amb la capacitació correcta, poden convertir-se en gossos molt obedients.
L'springer spaniel gal·lès va ser criat per al treball, i així necessita exercici per quedar sa i content. Sense exercici adequat, un gos pot convertir-se en avorrit i dissenyar la seva pròpia (usualment destructiva) manera d'ocupar-se, moltes vegades al desgrat del seu amo.

## Salut
L'springer spaniel gal·lès és generalment una raça sana, però alguns poden patir displàsia de maluc canina, problemes oculars i, com altres gossos amb orelles grans i pesades, són propensos a infeccions de les orelles. El període de vida mitjà és de 12 a 14 anys.

## Història
L'springer spaniel gal·lès originalment es va anomenar spaniel gal·lès, però també es deia cocker spaniel gal·lès. Va ser reconegut pel Club Caní, després que la raça aconseguís la popularitat, el 1902 sota el nom springer spaniel gal·lès. Abans, s'havia presentat al costat de l'springer spaniel anglès. Va arribar als Estats Units a finals del segle xix i va ser reconegut pel Club Caní Nord-americà el 1906.